# Frédéric Vercheval
Frédéric Vercheval est un musicien et compositeur belge de musique de films. 

## Biographie
Il a commencé le piano à l'âge de huit ans, puis a fréquenté le Jazz studio, école de jazz d'Anvers. 
Son premier projet pour le cinéma est le documentaire On ne vit qu’une fois en 1991. 
Il a été nommé aux Magritte du cinéma en 2011, 2012, 2015, 2016 et en 2018  pour la meilleure musique des films Diamant 13, Krach, Pas son genre, Melody et Chez nous.

## Filmographie

### Cinéma
- 1992 : Les Sept Péchés capitaux de Beatriz Flores Silva, Frédéric Fonteyne, Yvan Le Moine, Pierre-Paul Renders etc.
- 2000 : Que faisaient les femmes pendant que l'homme marchait sur la Lune ? de Chris Vander Stappen
- 2002 : La Paille et la Poutre d'Éric Lacroix
- 2006 : Cages d'Olivier Masset-Depasse
- 2007 : J'aurais voulu être un danseur d'Alain Berliner
- 2007 : Les Fourmis rouges de Stéphan Carpiaux
- 2007 : Formidable de Dominique Standaert
- 2009 : Diamant 13 de Gilles Béhat
- 2010 : Krach de Fabrice Genestal
- 2013 : Win Win de Claudio Tonetti
- 2014 : Melody de Bernard Bellefroid
- 2014 : Pas son genre de Lucas Belvaux
- 2017 : Chez nous de Lucas Belvaux
- 2017 :  Le Semeur de Marine Franssen
- 2018 : Duelles d'Olivier Masset-Depasse
- 2019 : Pauvre Georges de Claire Devers
- 2021 : La Place d'une autre  d'Aurélia Georges
- 2022 : Habib, la grande aventure de Benoît Mariage

### Télévision
- 2008 : Corps perdus d'Alain Brunard (téléfilm)
- 2011 : Joseph l'insoumis de Caroline Glorion
- 2015 : Sanctuaire d'Olivier Masset-Depasse
- 2017 : La Fin de la nuit de Lucas Belvaux (téléfilm)
- 2018 : E-Legal d'Alain Brunard (série télévisée, 10 épisodes)
- 2019 : Ils ont jugé la reine d'Alain Brunard

## Distinction
- World Soundtrack Award 2019: Meilleure musique originale pour un film belge pour Duelles
- Magritte du cinéma 2020 : Meilleure musique originale pour Duelles

## Pour approfondir